# Eugene Gardner
Milton Eugene Gardner (10 de fevereiro de 1901 — 1986) foi um físico americano que trabalhou em sistemas de radar no Laboratório de Radiação em Massachusetts.

## Início de vida
Milton nasceu em Santa Cruz, Califórnia, mas teria nascido na China, se seu pai, um missionário do Conselho Americano de Missões, não havia retornado temporariamente para os Estados Unidos por segurança durante a Revolta dos Boxers.
Depois de passar os primeiros nove anos de sua vida na China, Milton se mudou com sua família para Claremont, Califórnia, onde completou o ensino fundamental e médio e recebeu um grau de bacharelado em artes pela Pomona College em 1924. Enquanto em Pomona, competiu com sucesso em competições de atletismo, e tornou-se um excelente ventríloquo e mágico pertencendo à International Brotherhood of Magicians. Depois de se formar na faculdade, ele trabalhou em vários empregos antes de iniciar o trabalho de pós-graduação em física na Universidade de Berkeley, onde recebeu seu mestrado em 1934, com uma tese sobre "A recombinação de íons em oxigênio puro como uma função da pressão e da temperatura." Recebeu seu Ph.D. em 1936. Em 1937, Milton aceitou uma posição como "instrutor de física" no "Ramo da Escola Superior de Agricultura em Davis", onde permaneceu até sua aposentadoria como professor de Física em 1968.

## Carreira
De 1942 a 1946, ele se juntou ao Laboratório de Radiação do MIT em Cambridge, Massachusetts, onde ajudou no esforço gigantesco para desenvolver e melhorar os sistemas de radar que eram de grande importância para permitir que as Forças Aliadas superassem os agressores alemães e japoneses.
Passou os anos de 1955 e 1956 na Universidade de Pexauar, no Paquistão.